# Bassaniodes cribratus
Bassaniodes cribratus is een spinnensoort uit de familie van de krabspinnen (Thomisidae).
De wetenschappelijke naam van de soort werd in 1885 als Thomisus pilosus gepubliceerd door Eugène Simon.